# Agonoize
Agonoize — немецкая музыкальная группа, которую основали Mike Johnson, Oliver Senger и Chris L. в 2002 году.

## История
Изначально Agonoize задумывался как дуэт Майка Йонсона (Mike Johnson) и Оливера Зенгера (Oliver Senger), немного позже к ним присоединился Крис Эль, став ведущим вокалистом в образовавшемся трио.
Первый концерт Agonoize прошёл 11 апреля 2004 года на Dark City Festival в Эдинбурге, совместно с такими группами как VNV Nation, Gothminister, NFD, Seize. Следующий концерт в Берлине в поддержку [:SITD:] стал началом музыкальной карьеры группы.
Agonoize выпустили дебютный альбом Paranoid Destruction, который получил 7-е место в германских чартах, продержавшись 8 недель. После этого Agonoize с успехом выступили на фестивале Wave-Gotik-Treffen и выпустили ряд альбомов, подписав контракт со звукозаписывающим лейблом Out of Line Music.

## Состав
- Chris L. — вокал, лирика
- Mike Johnson — программирование
- Oliver Senger — программирование

## Дискография
- 2003: Paranoid Destruction EP (BLC Productions)
- 2004: Assimilation: Chapter One CD (BLC Productions)
- 2004: Open The Gate To Paradise EP (BLC Productions)
- 2005: 999 2CD (Out of Line Music)
- 2005: Evil Gets An Upgrade EP (Out of Line Music)
- 2006: Assimilation: Chapter Two (Out of Line Music)
- 2006: Ultraviolent Six EP (Out of Line Music)
- 2007: Sieben 2CD (Out of Line Music)
- 2008: For The Sick And Disturbed EP (Out of Line Music)
- 2009: Bis Das Blut Gefriert CDS (Out of Line Music)
- 2009: Hexakosioihexekontahexa 2 CD (Out of Line Music)
- 2009: Alarmstufe Rot CDM (Out of Line Music)
- 2012: Wahre Liebe EP (Out of Line Music)
- 2014: Apokalypse (Out of Line Music)
- 2019: Midget Vampire Porn (RepoRecords)
- 2021: Revelation Six Six Sick

### Ремиксы и отдельные композиции
- 2003: Infekktion — Try To Believe
- 2004: Schattenschlag — Nekromantik
- 2004: Beta — Darkness (Agonoize Remix)
- 2004: Dunkelwerk — Die Sechste Armee
- 2005: Suicide Commando — Menschenfresser
- 2005: Grendel — Soilbleed
- 2006: Distorted Reality — Never Change
- 2006: Dioxyde — Invasive Therapy
- 2006: Straftanz — Straftanz (Ost) [feat. Agonoize]
- 2007: Suicide Commando — Hellraiser
- 2007: [:SITD:] — Kreuzgang
- 2009: Oomph! — Labyrinth (Agonoize Remix)
- 2009: Terminal Choice — Keine Macht
- 2009: Wynardtage — Blurred
- 2010: Ashbury Heights — Die By Numbers (Remix by Agonoize)
- 2010: AD:key — Purtoi (Agonoize mix)
- 2010: Megaherz — Dein Herz schlägt
- 2014: Battle Scream — Child of Fire (Agonoize Rmx)
- 2014: Grendel — Soilbleed
- 2017: Funker Fogt — Für immer